# Élections municipales de 2026 en Vaucluse
Pour un article plus général, voir Élections municipales françaises de 2026.
Les élections municipales en Vaucluse sont prévues en mars 2026. Cette page ne traite que les communes de 3 000 habitants et plus en Vaucluse.

## Résultats à l'échelle du département

### Maires sortants et maires élus
| Commune                    | Population (en 2022) | Maire sortant(e)         | Parti | Parti | Maire élu(e) | Parti | Parti |
| -------------------------- | -------------------- | ------------------------ | ----- | ----- | ------------ | ----- | ----- |
| Apt                        | 10 297               | Véronique Arnaud-Deloy   |       | LR    |              |       |       |
| Aubignan                   | 5 962                | Siegfried Bielle         |       | DVG   |              |       |       |
| Avignon                    | 91 760               | Cécile Helle             |       | PS    |              |       |       |
| Bédoin                     | 3 077                | Alain Constant           |       | SE    |              |       |       |
| Bédarrides                 | 5 521                | Jean Berard              |       | DVD   |              |       |       |
| Bollène                    | 13 871               | Anthony Zilio            |       | DVC   |              |       |       |
| Cadenet                    | 4 327                | Jean-Marc Brabant        |       | DVD   |              |       |       |
| Camaret-sur-Aigues         | 4 549                | Philippe de Beauregard   |       | RN    |              |       |       |
| Caromb                     | 3 469                | Valérie Michelier        |       | SE    |              |       |       |
| Carpentras                 | 30 854               | Serge Andrieu            |       | DVG   |              |       |       |
| Caumont-sur-Durance        | 5 499                | Claude Morel             |       | SE    |              |       |       |
| Cavaillon                  | 25 890               | Gérard Daudet            |       | LR    |              |       |       |
| Châteauneuf-de-Gadagne     | 3 495                | Etienne Klein            |       | SE    |              |       |       |
| Cheval-Blanc               | 4 340                | Christian Mounier        |       | DVD   |              |       |       |
| Courthézon                 | 6 245                | Nicolas Paget            |       | DVD   |              |       |       |
| Entraigues-sur-la-Sorgue   | 8 888                | Guy Moureau              |       | PCF   |              |       |       |
| Gargas                     | 3 020                | Bruno Vigne-Ulmier       |       | SE    |              |       |       |
| L'Isle-sur-la-Sorgue       | 20 315               | Pierre Gonzalvez         |       | LR    |              |       |       |
| Jonquières                 | 5 213                | Louis Biscarrat          |       | UDI   |              |       |       |
| Lapalud                    | 3 831                | Hervé Flaugère           |       | DVG   |              |       |       |
| Lauris                     | 3 929                | André Rousset            |       | DVG   |              |       |       |
| Mazan                      | 6 272                | Louis Bonnet             |       | DVD   |              |       |       |
| Mondragon                  | 3 756                | Christian Peyron         |       | PS    |              |       |       |
| Monteux                    | 13 159               | Christian Gros           |       | PS    |              |       |       |
| Morières-lès-Avignon       | 8 996                | Grégoire Souque          |       | RN    |              |       |       |
| Orange                     | 29 357               | Yann Bompard             |       | LS    |              |       |       |
| Pernes-les-Fontaines       | 10 433               | Didier Carle             |       | DVD   |              |       |       |
| Pertuis                    | 19 764               | Roger Pellenc            |       | DVD   |              |       |       |
| Piolenc                    | 5 679                | Louis Driey              |       | DVD   |              |       |       |
| Le Pontet                  | 17 985               | Joris Hébrard            |       | RN    |              |       |       |
| Robion                     | 4 803                | Patrick Sintès           |       | DVD   |              |       |       |
| Saint-Saturnin-lès-Avignon | 5 211                | Serge Malen              |       | SE    |              |       |       |
| Sarrians                   | 5 834                | Anne-Marie Bardet        |       | LR    |              |       |       |
| Sorgues                    | 19 030               | Thierry Lagneau          |       | LR    |              |       |       |
| Le Thor                    | 8 887                | Yves Bayon de Noyer      |       | DVD   |              |       |       |
| La Tour-d'Aigues           | 4 375                | François-Xavier Spengler |       | DVC   |              |       |       |
| Vaison-la-Romaine          | 5 920                | Jean-François Périlhou   |       | LR    |              |       |       |
| Valréas                    | 9 285                | Patrick Adrien           |       | LR    |              |       |       |
| Vedène                     | 11 799               | Joël Guin                |       | DVD   |              |       |       |
| Velleron                   | 3 138                | Philippe Armengol        |       | SE    |              |       |       |
| Villelaure                 | 3 395                | Jean-Louis Robert        |       | SE    |              |       |       |

### Résultats en nombre de maires
| Partis               | Partis                               | Maires sortants | Maires élus | Évolution |
| -------------------- | ------------------------------------ | --------------- | ----------- | --------- |
|                      | Divers droite                        | 11              |             |           |
|                      | Les Républicains                     | 7               |             |           |
| Total droite         | Total droite                         | 18              |             |           |
|                      | Divers gauche                        | 4               |             |           |
|                      | Parti socialiste                     | 3               |             |           |
|                      | Parti communiste français            | 1               |             |           |
| Total gauche         | Total gauche                         | 8               |             |           |
|                      | Rassemblement national               | 3               |             |           |
|                      | Ligue du Sud                         | 1               |             |           |
| Total extrême droite | Total extrême droite                 | 4               |             |           |
|                      | Divers centre                        | 2               |             |           |
|                      | Union des démocrates et indépendants | 1               |             |           |
| Total centre         | Total centre                         | 3               |             |           |
|                      | Sans étiquette                       | 8               |             |           |
| Total                | Total                                | 41              | 41          | -         |

## Résultats dans les communes de plus de 3 000 habitants

### Apt
- Maire sortante : Véronique Arnaud-Deloy (LR)
- 33 sièges à pourvoir au conseil municipal (population légale 2022 : 10 297 habitants)
- 17 sièges à pourvoir au conseil communautaire (CC Pays d'Apt Luberon)

| Tête de liste | Tête de liste | Parti(s) | Nuance | Premier tour | Premier tour | Second tour | Second tour | Sièges | Sièges |
| Tête de liste | Tête de liste | Parti(s) | Nuance | Voix         | %            | Voix        | %           | CM     | CC     |
| ------------- | ------------- | -------- | ------ | ------------ | ------------ | ----------- | ----------- | ------ | ------ |

### Aubignan
- Maire sortant : Siegfried Bielle (DVG)
- 29 sièges à pourvoir au conseil municipal (population légale 2022 : 5 962 habitants)
- 4 sièges à pourvoir au conseil communautaire (CA Ventoux-Comtat-Venaissin)

| Tête de liste | Tête de liste | Parti(s) | Nuance | Premier tour | Premier tour | Second tour | Second tour | Sièges | Sièges |
| Tête de liste | Tête de liste | Parti(s) | Nuance | Voix         | %            | Voix        | %           | CM     | CC     |
| ------------- | ------------- | -------- | ------ | ------------ | ------------ | ----------- | ----------- | ------ | ------ |

### Avignon
- Maire sortante : Cécile Helle (PS), ne se représente pas[2]
- 53 sièges à pourvoir au conseil municipal (population légale 2022 : 91 760 habitants)
- 34 sièges à pourvoir au conseil communautaire (Grand Avignon)

| Tête de liste | Tête de liste | Parti(s) | Nuance | Premier tour | Premier tour | Second tour | Second tour | Sièges | Sièges |
| Tête de liste | Tête de liste | Parti(s) | Nuance | Voix         | %            | Voix        | %           | CM     | CC     |
| ------------- | ------------- | -------- | ------ | ------------ | ------------ | ----------- | ----------- | ------ | ------ |

### Bédoin
- Maire sortant : Alain Constant (SE)
- 23 sièges à pourvoir au conseil municipal (population légale 2022 : 3 077 habitants)
- 2 sièges à pourvoir au conseil communautaire (CA Ventoux-Comtat Venaissin)

| Tête de liste | Tête de liste | Parti(s) | Nuance | Premier tour | Premier tour | Second tour | Second tour | Sièges | Sièges |
| Tête de liste | Tête de liste | Parti(s) | Nuance | Voix         | %            | Voix        | %           | CM     | CC     |
| ------------- | ------------- | -------- | ------ | ------------ | ------------ | ----------- | ----------- | ------ | ------ |

### Bédarrides
- Maire sortant : Jean Berard (DVD)
- 29 sièges à pourvoir au conseil municipal (population légale 2022 : 5 521 habitants)
- 5 sièges à pourvoir au conseil communautaire (CA Les Sorgues du Comtat)

| Tête de liste | Tête de liste | Parti(s) | Nuance | Premier tour | Premier tour | Second tour | Second tour | Sièges | Sièges |
| Tête de liste | Tête de liste | Parti(s) | Nuance | Voix         | %            | Voix        | %           | CM     | CC     |
| ------------- | ------------- | -------- | ------ | ------------ | ------------ | ----------- | ----------- | ------ | ------ |

### Bollène
- Maire sortant : Anthony Zilio (DVC)
- 33 sièges à pourvoir au conseil municipal (population légale 2022 : 13 871 habitants)
- 15 sièges à pourvoir au conseil communautaire (CC Rhône Lez Provence)

| Tête de liste | Tête de liste | Parti(s) | Nuance | Premier tour | Premier tour | Second tour | Second tour | Sièges | Sièges |
| Tête de liste | Tête de liste | Parti(s) | Nuance | Voix         | %            | Voix        | %           | CM     | CC     |
| ------------- | ------------- | -------- | ------ | ------------ | ------------ | ----------- | ----------- | ------ | ------ |

### Cadenet
- Maire sortant : Jean-Marc Brabant (DVD)
- 27 sièges à pourvoir au conseil municipal (population légale 2022 : 4 327 habitants)
- 6 sièges à pourvoir au conseil communautaire (CC du Sud Luberon)

| Tête de liste | Tête de liste | Parti(s) | Nuance | Premier tour | Premier tour | Second tour | Second tour | Sièges | Sièges |
| Tête de liste | Tête de liste | Parti(s) | Nuance | Voix         | %            | Voix        | %           | CM     | CC     |
| ------------- | ------------- | -------- | ------ | ------------ | ------------ | ----------- | ----------- | ------ | ------ |

### Camaret-sur-Aigues
- Maire sortant : Philippe de Beauregard (RN)
- 27 sièges à pourvoir au conseil municipal (population légale 2022 : 4 549 habitants)
- 7 sièges à pourvoir au conseil communautaire (CC Aygues Ouvèze en Provence)

| Tête de liste | Tête de liste | Parti(s) | Nuance | Premier tour | Premier tour | Second tour | Second tour | Sièges | Sièges |
| Tête de liste | Tête de liste | Parti(s) | Nuance | Voix         | %            | Voix        | %           | CM     | CC     |
| ------------- | ------------- | -------- | ------ | ------------ | ------------ | ----------- | ----------- | ------ | ------ |

### Caromb
- Maire sortante : Valérie Michelier (SE)
- 23 sièges à pourvoir au conseil municipal (population légale 2022 : 3 469 habitants)
- 2 sièges à pourvoir au conseil communautaire (CA Ventoux-Comtat Venaissin)

| Tête de liste | Tête de liste | Parti(s) | Nuance | Premier tour | Premier tour | Second tour | Second tour | Sièges | Sièges |
| Tête de liste | Tête de liste | Parti(s) | Nuance | Voix         | %            | Voix        | %           | CM     | CC     |
| ------------- | ------------- | -------- | ------ | ------------ | ------------ | ----------- | ----------- | ------ | ------ |

### Carpentras
- Maire sortant : Serge Andrieu (DVG)
- 39 sièges à pourvoir au conseil municipal (population légale 2022 : 30 854 habitants)
- 23 sièges à pourvoir au conseil communautaire (CA Ventoux-Comtat Venaissin)

| Tête de liste | Tête de liste | Parti(s) | Nuance | Premier tour | Premier tour | Second tour | Second tour | Sièges | Sièges |
| Tête de liste | Tête de liste | Parti(s) | Nuance | Voix         | %            | Voix        | %           | CM     | CC     |
| ------------- | ------------- | -------- | ------ | ------------ | ------------ | ----------- | ----------- | ------ | ------ |

### Caumont-sur-Durance
- Maire sortant : Claude Morel (SE)
- 29 sièges à pourvoir au conseil municipal (population légale 2022 : 5 499 habitants)
- 2 sièges à pourvoir au conseil communautaire (Grand Avignon)

| Tête de liste | Tête de liste | Parti(s) | Nuance | Premier tour | Premier tour | Second tour | Second tour | Sièges | Sièges |
| Tête de liste | Tête de liste | Parti(s) | Nuance | Voix         | %            | Voix        | %           | CM     | CC     |
| ------------- | ------------- | -------- | ------ | ------------ | ------------ | ----------- | ----------- | ------ | ------ |

### Cavaillon
- Maire sortant : Gérard Daudet (LR)
- 35 sièges à pourvoir au conseil municipal (population légale 2022 : 25 890 habitants)
- 24 sièges à pourvoir au conseil communautaire (CA Luberon Monts de Vaucluse)

| Tête de liste | Tête de liste | Parti(s) | Nuance | Premier tour | Premier tour | Second tour | Second tour | Sièges | Sièges |
| Tête de liste | Tête de liste | Parti(s) | Nuance | Voix         | %            | Voix        | %           | CM     | CC     |
| ------------- | ------------- | -------- | ------ | ------------ | ------------ | ----------- | ----------- | ------ | ------ |

### Châteauneuf-de-Gadagne
- Maire sortant : Etienne Klein (SE)
- 23 sièges à pourvoir au conseil municipal (population légale 2022 : 3 495 habitants)
- 5 sièges à pourvoir au conseil communautaire (CC Pays des Sorgues Monts de Vaucluse)

| Tête de liste | Tête de liste | Parti(s) | Nuance | Premier tour | Premier tour | Second tour | Second tour | Sièges | Sièges |
| Tête de liste | Tête de liste | Parti(s) | Nuance | Voix         | %            | Voix        | %           | CM     | CC     |
| ------------- | ------------- | -------- | ------ | ------------ | ------------ | ----------- | ----------- | ------ | ------ |

### Cheval-Blanc
- Maire sortant : Christian Mounier (DVD)
- 27 sièges à pourvoir au conseil municipal (population légale 2022 : 4 340 habitants)
- 4 sièges à pourvoir au conseil communautaire (CA Luberon Monts de Vaucluse)

| Tête de liste | Tête de liste | Parti(s) | Nuance | Premier tour | Premier tour | Second tour | Second tour | Sièges | Sièges |
| Tête de liste | Tête de liste | Parti(s) | Nuance | Voix         | %            | Voix        | %           | CM     | CC     |
| ------------- | ------------- | -------- | ------ | ------------ | ------------ | ----------- | ----------- | ------ | ------ |

### Courthézon
- Maire sortant : Nicolas Paget (DVD)
- 29 sièges à pourvoir au conseil municipal (population légale 2022 : 6 245 habitants)
- 7 sièges à pourvoir au conseil communautaire (CC Pays d'Orange en Provence)

| Tête de liste | Tête de liste | Parti(s) | Nuance | Premier tour | Premier tour | Second tour | Second tour | Sièges | Sièges |
| Tête de liste | Tête de liste | Parti(s) | Nuance | Voix         | %            | Voix        | %           | CM     | CC     |
| ------------- | ------------- | -------- | ------ | ------------ | ------------ | ----------- | ----------- | ------ | ------ |

### Entraigues-sur-la-Sorgue
- Maire sortant : Guy Moureau (PCF)
- 29 sièges à pourvoir au conseil municipal (population légale 2022 : 8 888 habitants)
- 3 sièges à pourvoir au conseil communautaire (Grand Avignon)

| Tête de liste | Tête de liste | Parti(s) | Nuance | Premier tour | Premier tour | Second tour | Second tour | Sièges | Sièges |
| Tête de liste | Tête de liste | Parti(s) | Nuance | Voix         | %            | Voix        | %           | CM     | CC     |
| ------------- | ------------- | -------- | ------ | ------------ | ------------ | ----------- | ----------- | ------ | ------ |

### Gargas
- Maire sortant : Bruno Vigne-Ulmier (SE)
- 23 sièges à pourvoir au conseil municipal (population légale 2022 : 3 020 habitants)
- 4 sièges à pourvoir au conseil communautaire (CC Pays d'Apt-Luberon)

| Tête de liste | Tête de liste | Parti(s) | Nuance | Premier tour | Premier tour | Second tour | Second tour | Sièges | Sièges |
| Tête de liste | Tête de liste | Parti(s) | Nuance | Voix         | %            | Voix        | %           | CM     | CC     |
| ------------- | ------------- | -------- | ------ | ------------ | ------------ | ----------- | ----------- | ------ | ------ |

### L'Isle-sur-la-Sorgue
- Maire sortant : Pierre Gonzalvez (LR)
- 35 sièges à pourvoir au conseil municipal (population légale 2022 : 20 315 habitants)
- 21 sièges à pourvoir au conseil communautaire (CC Pays des Sorgues Monts de Vaucluse)

| Tête de liste | Tête de liste | Parti(s) | Nuance | Premier tour | Premier tour | Second tour | Second tour | Sièges | Sièges |
| Tête de liste | Tête de liste | Parti(s) | Nuance | Voix         | %            | Voix        | %           | CM     | CC     |
| ------------- | ------------- | -------- | ------ | ------------ | ------------ | ----------- | ----------- | ------ | ------ |

### Jonquières
- Maire sortant : Louis Biscarrat (UDI)
- 29 sièges à pourvoir au conseil municipal (population légale 2022 : 5 213 habitants)
- 7 sièges à pourvoir au conseil communautaire (CC Pays d'Orange en Provence)

| Tête de liste | Tête de liste | Parti(s) | Nuance | Premier tour | Premier tour | Second tour | Second tour | Sièges | Sièges |
| Tête de liste | Tête de liste | Parti(s) | Nuance | Voix         | %            | Voix        | %           | CM     | CC     |
| ------------- | ------------- | -------- | ------ | ------------ | ------------ | ----------- | ----------- | ------ | ------ |

### Lapalud
- Maire sortant : Hervé Flaugère (DVG)
- 27 sièges à pourvoir au conseil municipal (population légale 2022 : 3 831 habitants)
- 6 sièges à pourvoir au conseil communautaire (CC Rhône Lez Provence)

| Tête de liste | Tête de liste | Parti(s) | Nuance | Premier tour | Premier tour | Second tour | Second tour | Sièges | Sièges |
| Tête de liste | Tête de liste | Parti(s) | Nuance | Voix         | %            | Voix        | %           | CM     | CC     |
| ------------- | ------------- | -------- | ------ | ------------ | ------------ | ----------- | ----------- | ------ | ------ |

### Lauris
- Maire sortant : André Rousset (DVG)
- 29 sièges à pourvoir au conseil municipal (population légale 2022 : 3 929 habitants)
- 4 sièges à pourvoir au conseil communautaire (CA Luberon Monts de Vaucluse)

| Tête de liste | Tête de liste | Parti(s) | Nuance | Premier tour | Premier tour | Second tour | Second tour | Sièges | Sièges |
| Tête de liste | Tête de liste | Parti(s) | Nuance | Voix         | %            | Voix        | %           | CM     | CC     |
| ------------- | ------------- | -------- | ------ | ------------ | ------------ | ----------- | ----------- | ------ | ------ |

### Mazan
- Maire sortant : Louis Bonnet (DVD)
- 29 sièges à pourvoir au conseil municipal (population légale 2022 : 6 272 habitants)
- 4 sièges à pourvoir au conseil communautaire (CA Ventoux-Comtat Venaissin)

| Tête de liste | Tête de liste | Parti(s) | Nuance | Premier tour | Premier tour | Second tour | Second tour | Sièges | Sièges |
| Tête de liste | Tête de liste | Parti(s) | Nuance | Voix         | %            | Voix        | %           | CM     | CC     |
| ------------- | ------------- | -------- | ------ | ------------ | ------------ | ----------- | ----------- | ------ | ------ |

### Mondragon
- Maire sortant : Christian Peyron (PS)
- 27 sièges à pourvoir au conseil municipal (population légale 2022 : 3 756 habitants)
- 6 sièges à pourvoir au conseil communautaire (CC Rhône Lez Provence)

| Tête de liste | Tête de liste | Parti(s) | Nuance | Premier tour | Premier tour | Second tour | Second tour | Sièges | Sièges |
| Tête de liste | Tête de liste | Parti(s) | Nuance | Voix         | %            | Voix        | %           | CM     | CC     |
| ------------- | ------------- | -------- | ------ | ------------ | ------------ | ----------- | ----------- | ------ | ------ |

### Monteux
- Maire sortant : Christian Gros (PS)
- 33 sièges à pourvoir au conseil municipal (population légale 2022 : 13 159 habitants)
- 13 sièges à pourvoir au conseil communautaire (CA Les Sorgues du Comtat)

| Tête de liste | Tête de liste | Parti(s) | Nuance | Premier tour | Premier tour | Second tour | Second tour | Sièges | Sièges |
| Tête de liste | Tête de liste | Parti(s) | Nuance | Voix         | %            | Voix        | %           | CM     | CC     |
| ------------- | ------------- | -------- | ------ | ------------ | ------------ | ----------- | ----------- | ------ | ------ |

### Morières-lès-Avignon
- Maire sortant : Grégoire Souque (RN)
- 29 sièges à pourvoir au conseil municipal (population légale 2022 : 8 996 habitants)
- 3 sièges à pourvoir au conseil communautaire (Grand Avignon)

| Tête de liste | Tête de liste | Parti(s) | Nuance | Premier tour | Premier tour | Second tour | Second tour | Sièges | Sièges |
| Tête de liste | Tête de liste | Parti(s) | Nuance | Voix         | %            | Voix        | %           | CM     | CC     |
| ------------- | ------------- | -------- | ------ | ------------ | ------------ | ----------- | ----------- | ------ | ------ |

### Orange
- Maire sortant : Yann Bompard (LS)
- 35 sièges à pourvoir au conseil municipal (population légale 2022 : 29 357 habitants)
- 19 sièges à pourvoir au conseil communautaire (CC Pays d'Orange en Provence)

| Tête de liste            | Tête de liste | Parti(s) | Nuance | Premier tour | Premier tour | Second tour | Second tour | Sièges | Sièges |
| Tête de liste            | Tête de liste | Parti(s) | Nuance | Voix         | %            | Voix        | %           | CM     | CC     |
| ------------------------ | ------------- | -------- | ------ | ------------ | ------------ | ----------- | ----------- | ------ | ------ |
|                          | À déterminer  | PS-LR    |        |              |              |             |             |        |        |
|                          |               |          |        |              |              |             |             |        |        |
| Exprimés                 |               |          |        |              |              |             |             |        |        |
| Votes blancs             |               |          |        |              |              |             |             |        |        |
| Votes nuls               |               |          |        |              |              |             |             |        |        |
| Total                    | Total         | Total    | Total  |              | 100          |             | 100         | 35     | 19     |
| Absentions               |               |          |        |              |              |             |             |        |        |
| Inscrits / participation |               |          |        |              |              |             |             |        |        |

### Pernes-les-Fontaines
- Maire sortant : Didier Carle (DVD)
- 33 sièges à pourvoir au conseil municipal (population légale 2022 : 10 433 habitants)
- 10 sièges à pourvoir au conseil communautaire (CA Les Sorgues du Comtat)

| Tête de liste | Tête de liste | Parti(s) | Nuance | Premier tour | Premier tour | Second tour | Second tour | Sièges | Sièges |
| Tête de liste | Tête de liste | Parti(s) | Nuance | Voix         | %            | Voix        | %           | CM     | CC     |
| ------------- | ------------- | -------- | ------ | ------------ | ------------ | ----------- | ----------- | ------ | ------ |

### Pertuis
- Maire sortant : Roger Pellenc (DVD)
- 33 sièges à pourvoir au conseil municipal (population légale 2022 : 19 764 habitants)
- 2 sièges à pourvoir au conseil communautaire (Métropole d'Aix-Marseille-Provence)

| Tête de liste | Tête de liste | Parti(s) | Nuance | Premier tour | Premier tour | Second tour | Second tour | Sièges | Sièges |
| Tête de liste | Tête de liste | Parti(s) | Nuance | Voix         | %            | Voix        | %           | CM     | CC     |
| ------------- | ------------- | -------- | ------ | ------------ | ------------ | ----------- | ----------- | ------ | ------ |

### Piolenc
- Maire sortant : Louis Driey (SE)
- 29 sièges à pourvoir au conseil municipal (population légale 2022 : 5 679 habitants)
- 8 sièges à pourvoir au conseil communautaire (CC Aygues Ouvèze en Provence)

| Tête de liste | Tête de liste | Parti(s) | Nuance | Premier tour | Premier tour | Second tour | Second tour | Sièges | Sièges |
| Tête de liste | Tête de liste | Parti(s) | Nuance | Voix         | %            | Voix        | %           | CM     | CC     |
| ------------- | ------------- | -------- | ------ | ------------ | ------------ | ----------- | ----------- | ------ | ------ |

### Le Pontet
- Maire sortant : Joris Hébrard (RN)
- 33 sièges à pourvoir au conseil municipal (population légale 2022 : 17 985 habitants)
- 6 sièges à pourvoir au conseil communautaire (Grand Avignon)

| Tête de liste            | Tête de liste  | Parti(s) | Nuance | Premier tour | Premier tour | Second tour | Second tour | Sièges | Sièges |
| Tête de liste            | Tête de liste  | Parti(s) | Nuance | Voix         | %            | Voix        | %           | CM     | CC     |
| ------------------------ | -------------- | -------- | ------ | ------------ | ------------ | ----------- | ----------- | ------ | ------ |
|                          | Joris Hébrard, | RN       |        |              |              |             |             |        |        |
|                          |                |          |        |              |              |             |             |        |        |
| Exprimés                 |                |          |        |              |              |             |             |        |        |
| Votes blancs             |                |          |        |              |              |             |             |        |        |
| Votes nuls               |                |          |        |              |              |             |             |        |        |
| Total                    | Total          | Total    | Total  |              | 100          |             | 100         | 33     | 6      |
| Absentions               |                |          |        |              |              |             |             |        |        |
| Inscrits / participation |                |          |        |              |              |             |             |        |        |

### Robion
- Maire sortant : Patrick Sintès (DVD)
- 27 sièges à pourvoir au conseil municipal (population légale 2022 : 4 803 habitants)
- 4 sièges à pourvoir au conseil communautaire (CA Luberon Monts de Vaucluse)

| Tête de liste | Tête de liste | Parti(s) | Nuance | Premier tour | Premier tour | Second tour | Second tour | Sièges | Sièges |
| Tête de liste | Tête de liste | Parti(s) | Nuance | Voix         | %            | Voix        | %           | CM     | CC     |
| ------------- | ------------- | -------- | ------ | ------------ | ------------ | ----------- | ----------- | ------ | ------ |

### Saint-Saturnin-lès-Avignon
- Maire sortant : Serge Malen (SE)
- 29 sièges à pourvoir au conseil municipal (population légale 2022 : 5 211 habitants)
- 2 sièges à pourvoir au conseil communautaire (Grand Avignon)

| Tête de liste | Tête de liste | Parti(s) | Nuance | Premier tour | Premier tour | Second tour | Second tour | Sièges | Sièges |
| Tête de liste | Tête de liste | Parti(s) | Nuance | Voix         | %            | Voix        | %           | CM     | CC     |
| ------------- | ------------- | -------- | ------ | ------------ | ------------ | ----------- | ----------- | ------ | ------ |

### Sarrians
- Maire sortante : Anne-Marie Bardet (LR)
- 29 sièges à pourvoir au conseil municipal (population légale 2022 : 5 834 habitants)
- 4 sièges à pourvoir au conseil communautaire (CA Ventoux-Comtat Venaissin)

| Tête de liste | Tête de liste | Parti(s) | Nuance | Premier tour | Premier tour | Second tour | Second tour | Sièges | Sièges |
| Tête de liste | Tête de liste | Parti(s) | Nuance | Voix         | %            | Voix        | %           | CM     | CC     |
| ------------- | ------------- | -------- | ------ | ------------ | ------------ | ----------- | ----------- | ------ | ------ |

### Sorgues
- Maire sortant : Thierry Lagneau (LR)
- 33 sièges à pourvoir au conseil municipal (population légale 2022 : 19 030 habitants)
- 16 sièges à pourvoir au conseil communautaire (CA Les Sorgues du Comtat)

| Tête de liste | Tête de liste | Parti(s) | Nuance | Premier tour | Premier tour | Second tour | Second tour | Sièges | Sièges |
| Tête de liste | Tête de liste | Parti(s) | Nuance | Voix         | %            | Voix        | %           | CM     | CC     |
| ------------- | ------------- | -------- | ------ | ------------ | ------------ | ----------- | ----------- | ------ | ------ |

### Le Thor
- Maire sortant : Yves Bayon de Noyer (DVD)
- 29 sièges à pourvoir au conseil municipal (population légale 2022 : 8 887 habitants)
- 14 sièges à pourvoir au conseil communautaire (CC Pays des Sorgues Monts de Vaucluse)

| Tête de liste | Tête de liste | Parti(s) | Nuance | Premier tour | Premier tour | Second tour | Second tour | Sièges | Sièges |
| Tête de liste | Tête de liste | Parti(s) | Nuance | Voix         | %            | Voix        | %           | CM     | CC     |
| ------------- | ------------- | -------- | ------ | ------------ | ------------ | ----------- | ----------- | ------ | ------ |

### La Tour-d'Aigues
- Maire sortant : François-Xavier Spengler (DVC)
- 27 sièges à pourvoir au conseil municipal (population légale 2022 : 4 375 habitants)
- 6 sièges à pourvoir au conseil communautaire (CC du Sud Luberon)

| Tête de liste | Tête de liste | Parti(s) | Nuance | Premier tour | Premier tour | Second tour | Second tour | Sièges | Sièges |
| Tête de liste | Tête de liste | Parti(s) | Nuance | Voix         | %            | Voix        | %           | CM     | CC     |
| ------------- | ------------- | -------- | ------ | ------------ | ------------ | ----------- | ----------- | ------ | ------ |

### Vaison-la-Romaine
- Maire sortant : Jean-François Périlhou (LR)
- 29 sièges à pourvoir au conseil municipal (population légale 2022 : 5 920 habitants)
- 14 sièges à pourvoir au conseil communautaire (CC Vaison Ventoux)

| Tête de liste | Tête de liste | Parti(s) | Nuance | Premier tour | Premier tour | Second tour | Second tour | Sièges | Sièges |
| Tête de liste | Tête de liste | Parti(s) | Nuance | Voix         | %            | Voix        | %           | CM     | CC     |
| ------------- | ------------- | -------- | ------ | ------------ | ------------ | ----------- | ----------- | ------ | ------ |

### Valréas
- Maire sortant : Patrick Adrien (LR)
- 29 sièges à pourvoir au conseil municipal (population légale 2022 : 9 285 habitants)
- 18 sièges à pourvoir au conseil communautaire (CC Enclave des Papes-Pays de Grignan)

| Tête de liste | Tête de liste | Parti(s) | Nuance | Premier tour | Premier tour | Second tour | Second tour | Sièges | Sièges |
| Tête de liste | Tête de liste | Parti(s) | Nuance | Voix         | %            | Voix        | %           | CM     | CC     |
| ------------- | ------------- | -------- | ------ | ------------ | ------------ | ----------- | ----------- | ------ | ------ |

### Vedène
- Maire sortant : Joël Guin (DVD)
- 33 sièges à pourvoir au conseil municipal (population légale 2022 : 11 799 habitants)
- 4 sièges à pourvoir au conseil communautaire (Grand Avignon)

| Tête de liste | Tête de liste | Parti(s) | Nuance | Premier tour | Premier tour | Second tour | Second tour | Sièges | Sièges |
| Tête de liste | Tête de liste | Parti(s) | Nuance | Voix         | %            | Voix        | %           | CM     | CC     |
| ------------- | ------------- | -------- | ------ | ------------ | ------------ | ----------- | ----------- | ------ | ------ |

### Velleron
- Maire sortant : Philippe Armengol (SE)
- 23 sièges à pourvoir au conseil municipal (population légale 2022 : 3 138 habitants)
- 2 sièges à pourvoir au conseil communautaire (Grand Avignon)

| Tête de liste | Tête de liste | Parti(s) | Nuance | Premier tour | Premier tour | Second tour | Second tour | Sièges | Sièges |
| Tête de liste | Tête de liste | Parti(s) | Nuance | Voix         | %            | Voix        | %           | CM     | CC     |
| ------------- | ------------- | -------- | ------ | ------------ | ------------ | ----------- | ----------- | ------ | ------ |

### Villelaure
- Maire sortant : Jean-Louis Robert (SE)
- 23 sièges à pourvoir au conseil municipal (population légale 2022 : 3 395 habitants)
- 5 sièges à pourvoir au conseil communautaire (CC du Sud Luberon)

| Tête de liste | Tête de liste | Parti(s) | Nuance | Premier tour | Premier tour | Second tour | Second tour | Sièges | Sièges |
| Tête de liste | Tête de liste | Parti(s) | Nuance | Voix         | %            | Voix        | %           | CM     | CC     |
| ------------- | ------------- | -------- | ------ | ------------ | ------------ | ----------- | ----------- | ------ | ------ |